# تشخیص مولکولی

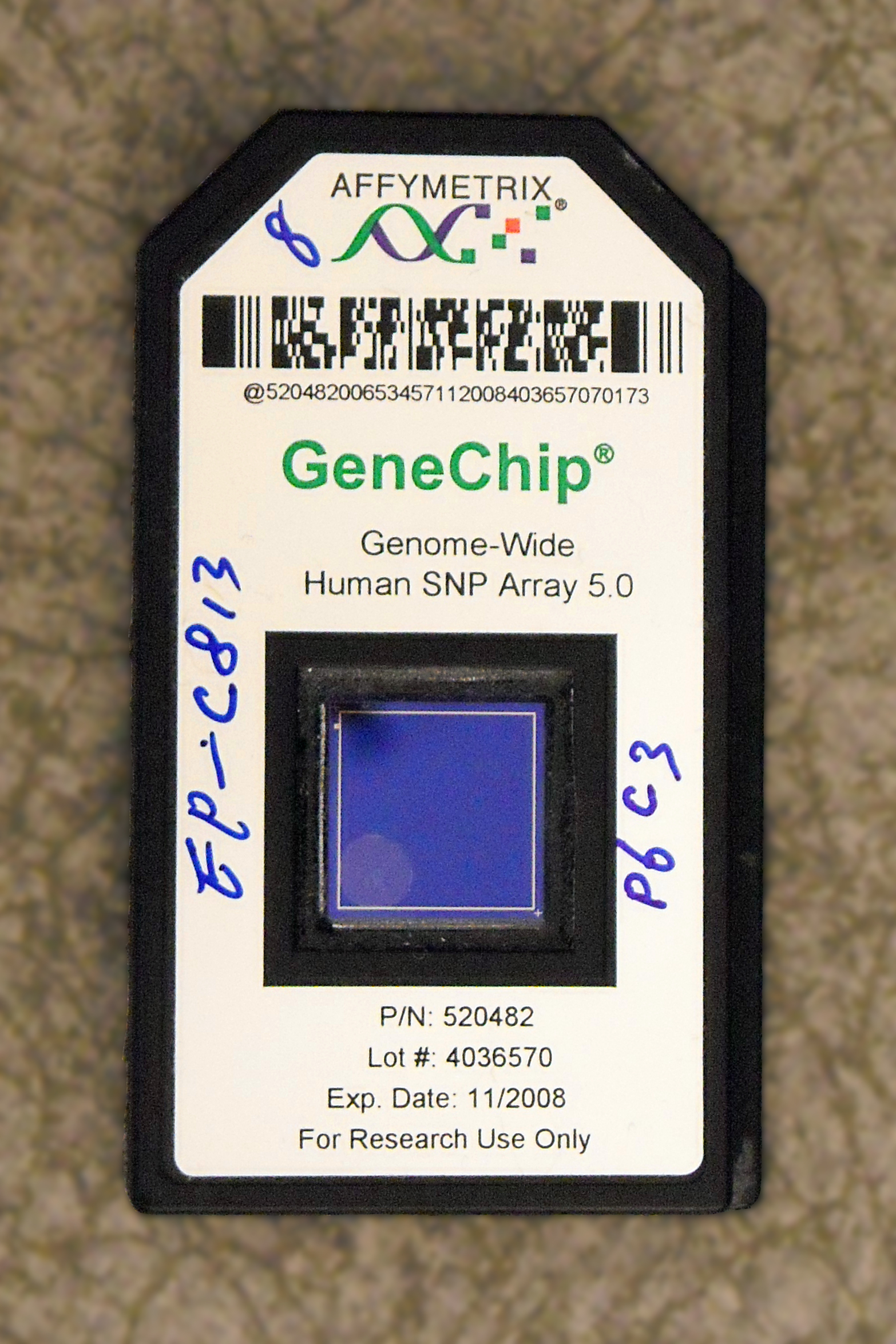
یک تراشه ریزآرایه دی ان ای

## تشخیص مولکولی
تشخیص مولکولی (به انگلیسی Molecular Diagnostics) مجموعه‌ای از تکنیک‌های تجزیه و تحلیل نشانگرهای زیستی موجود در ژنوم و پروتئوم و استفاده از آن‌ها در آزمایش‌های پزشکی است. این تکنیک جهت تشخیص و ارزیابی بیماری، تشخیص خطر، و انتخاب بهترین نوع درمان برای هر فرد بیمار به صورت کاملاً شخصی می‌باشد.
از طریق تجزیه و تحلیل ویژگی‌های بیمار و بیماری، تشخیص مولکولی چشم‌اندازی از پزشکی شخصی (Personalized Medicine) را ارائه می‌دهد.
این آزمایش‌ها در طیف وسیعی از تخصص‌های پزشکی، از جمله بیماری‌های عفونی، سرطان، تعیین آنتی‌ژن لکوسیتهای انسانی (که به بررسی و پیش‌بینی عملکرد سیستم ایمنی می‌پردازد)، انعقاد و فارماکوژنومیک (پیش‌بینی ژنتیکی اینکه کدام دارو بهترین عملکرد را خواهد داشت) مفید هستند. این تکنیک‌ها همچنین با شیمی بالینی (آزمایش‌های پزشکی بر مایعات بدنی) هم پوشانی دارند.

### تاریخچه
کاربرد بالینی زیست‌شناسی مولکولی در اواخر قرن بیستم شناخته شد. در سال ۱۹۸۰ وایات وای کان و همکارانش یک آزمایش ژنتیکی برای تشخیص پیش از تولد بیماری تالاسمی ارائه دادند.
این آزمایش نه بر اساس توالی یابی DNA بلکه بر اساس آنزیم‌های محدودکننده ای بود که DNA را در توالی کوتاه ویژه‌ای شناسایی کرده و با ایجاد برش در این توالی‌ها قطعاتی با اندازه‌های متفاوت (وابسته به نوع آلل موجود در جنین) ایجاد می‌کنند.
در طی دهه ۱۹۹۰ شناسایی ژنها و همجنین تکنیک‌های جدید توالی یابی DNA منجر به ظهور رشته جدیدی از پزشکی آزمایشگاهی مولکولی و ژنومیک شد. در سال ۱۹۹۵ انجمن مولکولی آسیب‌شناسی تشکیل شد و در سال ۱۹۹۹ مجله تشخیص پزشکی به چاپ رسید. در سال ۲۰۰۱ اطلاعات بهداشت و درمان در تشخیص پزشکی راه اندازی گردید. در سال ۲۰۱۲ تکنیک‌های تشخیص مولکولی برای بیماری تالاسمی با استفاده از آزمون‌های دورگه‌سازی ژنی به منظور شناسایی چند شکلی‌های تک نوکلئوتیدی ویژه‌ای که باعث بیماری فردی می‌شوند گسترش پیدا کرد.
امروزه تشخیص مولکولی بیماری‌ها کاربرد و اهمیت تجاری بسیاری پیدا کرده است بنابراین بحث پیرامون ثبت اختراع کشفیات ژنتیکی نیز حائز اهمیت است. در سال ۱۹۹۸، دستورالعمل 98/44/EC اتحادیه اروپا تأیید کرد که ثبت اختراع پیرامون توالی یابی DNA مجاز می‌باشد.

### کاربردها

#### قبل از تولد
آزمایش‌های قبل از تولد رایج با هدف تشخیص ناهنجاری‌های کروموزومی مانند سندرم داون متکی بر تجزیه و تحلیل تعداد و ظاهر کروموزوم‌ها (کاریوتایپ) می‌باشد؛ ولی آزمایش‌های تشخیص مولکولی مانند دورگه‌سازی مقایسه‌ای ژنومی ریزآرایه‌ها، نمونه DNA را مورد آزمایش قرار می‌دهد که به دلیل وجود DNAهای آزاد در پلاسما می‌تواند کمتر تهاجمی باشد و از سال ۲۰۱۳ به عنوان مکملی برای آزمایش‌های تشخیصی مرسوم بوده است. 

#### درمان
برخی از چند شکلی‌های تک نوکلئوتیدی بیماران که تفاوت ناچیزی در توالی DNA است می‌تواند به پیش‌بینی سرعت متابولیزه شدن داروها در بدن فرد کمک کند (فرایندی که فارماکوژنومیک نامیده می‌شود). به عنوان مثال آنزیم CYP2C19 مسئولیت متابولیزه کردن چندین دارو مانند کلوپیدوگرل (عامل ضد لخته) به شکل فعالشان را بر عهده دارد.
برخی بیماران دارای چند شکلی‌هایی در مکان‌های خاصی بر روی ژن 2C19 می‌باشند که سبب متابولیزه شدن ضعیف این داروها می‌شوند. پزشکان می‌توانند با انجام آزمایش برای این نوع چند شکلی‌ها دریابند که آیا این داروها می‌توانند برای بیماران به‌طور کامل مؤثر باشند.
پیشرفت در زیست‌شناسی مولکولی نشان می‌دهد که برخی از سندروم‌ها که در گذشته به عنوان یک نوع بیماری طبقه‌بندی شده بودند در واقع زیرگروه‌هایی با علل و درمانهای متعدد می‌باشند.
تشخیص مولکولی به شناسایی این نوع زیرمجموعه‌ها (به عنوان مثال عفونت‌ها و سرطان‌ها) یا تجزیه و تحلیل ژنتیکی بیماری دارای یک جزء وراثتی مانند سندرم نقره-راسل کمک کرده است.

#### بیماری عفونی
تشخیص مولکولی برای شناسایی بیماری‌های عفونی مانند کلامیدیا، ویروس آنفلوآنزا، سل یا سویه خاصی از ویروس H1N1 استفاده می‌شود. تشخیص ژنتیکی می‌تواند به سرعت انجام شود برای مثال آزمایش تکثیر هم دما بواسطه لوپ، برای تشخیص انگل مالاریا مورد استفاده قرار می‌گیرد و برای کشورهای در حال توسعه قابل انجام انجام است.
اما با وجود این پیشرفت‌ها در تجزیه و تحلیل ژنوم، در سال ۲۰۱۳ هنوز اغلب عفونت‌ها با سایر شیوه‌های تشخیصی از جمله بررسی پروتئوم، باکتریوفاژ، پروفایل کروماتوگرافی شناسایی می‌شوند.
تشخیص مولکولی همچنین برای درک سویه خاصی از عوامل بیماری‌زا (به عنوان مثال شناسایی ژن مقاومت دارویی) و تعیین نوع درمان، مورد استفاده قرار می‌گیرد.

#### مدیریت ریسک بیماری
ژنوم یک بیمار ممکن است دارای یک جهش تصادفی یا ارثی باشد که بر احتمال ایجاد بیماری در آینده مؤثر باشد. به عنوان مثال سندرم لینچ یک بیماری ژنتیکی است که در آن بیماران مستعد ابتلا به سرطان روده بزرگ و سایر سرطان‌ها می‌باشند.
تشخیص زود هنگام و به دنبال آن نظارت سریع می‌تواند باعث افزایش شانس بهبودی بیمار شود.
خطر بیماری‌های قلبی عروقی توسط نشانگرهای زیستی شناسایی شده است و غربالگری می‌تواند میزان خطر ابتلای یک کودک به بیماری ژنتیکی فیبروز کیستیک را پیش‌بینی کند. آزمایش ژنتیکی از نظر اخلاقی پیچیده است. برخی بیماران به علت استرس تمایل به دانستن خطر بیماری خود ندارند. در برخی کشورها یک خطر شناخته شده ممکن است باعث افزایش حق بیمه افراد شود.

#### سرطان
سرطان یک تغییر در فرایندهای سلولی است که سبب رشد خارج از کنترل تومور می‌شود. سلول‌های سرطانی بعضی اوقات در انکوژن‌هایی مانند KRAS و CTNNB1 (بتا-کاتنین) دارای جهش هستند.
تجزیه و تحلیل نشانگرهای مولکولی (DNA و سطح بیان آن‌ها از طریق mRNA) در سلول‌های سرطانی پزشکان را قادر می‌سازد تا سرطان را شناسایی کرده و بهترین درمان را انتخاب کنند.
از سال ۲۰۱۰ سنجش‌هایی که در آن آرایه‌ای از آنتی‌بادی‌ها علیه نشانگرهای پروتئینی خاص مورد استفاده قرار می‌گیرد پا به عرصه گذاشته‌اند. با وجود چنین تکنیک‌هایی امید برای سنجش چندین نشانگر به صورت هم‌زمان وجود دارد. سایر نشانگرهای زیستی بالقوه شامل مولکول‌های میکرو RNA هستند که که بیان آن‌ها در سلول‌های سرطانی بیشتر از سلول‌های سالم است [۲۸].